# Mark Bresciano
Mark Bresciano (Melbourne, 11 de febrero de 1980) es un exfutbolista australiano de ascendencia italocroata que jugó por última vez en el Al Gharafa de la Liga de fútbol de Catar como mediapunta o extremo. Desde los 19 años jugó en Italia con cuatro clubes (Empoli, Parma, Palermo y Lazio) de 1999 hasta 2011 donde luego sería traspasado al fútbol de los Emiratos Árabes Unidos para jugar en el Al-Nasr SC una sola temporada. Luego, partiría rumbo a Catar, para jugar en el Al Gharafa donde duraría solo tres temporadas.
Representó a Australia en todos los niveles juveniles, incluyendo la Copa Mundial de Fútbol Juvenil de 1999 y los Juegos Olímpicos de Sídney 2000. Durante varios años fue un miembro regular de la selección absoluta y representó al equipo en las Copas Mundiales en 2006, 2010 y 2014. Además, es uno de los jugadores que más partidos ha disputado con su selección, en todas sus categorías. 

## Trayectoria

### Inicios en Australia
Bresciano nació y vivió toda su infancia en Rosanna, Melbourne, donde dio sus primeros pasos en el fútbol local. Más tarde, progresó al primer equipo del estado de Victoria con el Bulleen Lions en 1995 a la edad de 15 años. Hizo poco impacto hasta su tercer año, en el primer equipo anotando cuatro goles en cuatro partidos ayudando al Bulleen a llegar a la final del campeonato. Más tarde, logró captar el interés de varios ojeadores después de realizar una gira por Reino Unido con un combinado nacional juvenil, y en 1997 fue convocado por la selección australiana sub-17, ocupando un lugar prominente en la exitosa campaña de clasificación para la Copa Mundial de Fútbol Sub-17 de 1997, marcando cinco goles.
Gracias a sus actuaciones en el terreno de juego, en 1997 obtuvo una beca para el Instituto Australiano del Deporte, donde acudió junto con su amigo y compañero de equipo Vince Grella. Ese mismo año fichó por el Carlton Soccer Club de la Liga australiana de fútbol, con el que quedó subcampeón de liga. Las acciones de Bresciano llamaron la atención de la selección, que siguió convocándole para las categorías sub-20 y sub-23, disputando a su vez su primera competición internacional: el mundial juvenil de 1999.

### Etapa en Italia
En 1999 el Empoli FC, equipo italiano de la Serie B, fichó a Bresciano y Grella para que formaran parte del primer equipo, lo que permitió al jugador iniciar una carrera como futbolista profesional en el extranjero. Mark permaneció tres temporadas en el equipo, en las que anotó 10 goles y ayudó al Empoli a lograr su ascenso a la Serie A. La experiencia ganada en el extranjero le sirvió para ser convocado por Australia para los Juegos Olímpicos de 2000. Finalmente, el 1 de junio de 2001 debutó con la selección absoluta, en un partido de la Copa Confederaciones de ese año frente a Francia.
En 2002, Bresciano fichó por el AC Parma, que pagó 7 millones de euros al Empoli por el jugador, en lo que fue el fichaje más caro por un futbolista australiano hasta esa fecha. Aunque se vio mermado por las lesiones, jugó 24 partidos y ayudó al equipo a clasificarse para la Copa de la UEFA. Al año siguiente, su labor mejoró con 8 goles en 33 apariciones, y su buena actuación en el equipo le valió para alcanzar la titularidad con Australia en la Copa Mundial de 2006.
Al terminar el Mundial, Bresciano fichó por el Palermo, donde continuó siendo titular y una de las piezas clave de su equipo. Su buena actuación con Australia en la Copa asiática de 2007 hizo que el Manchester City fichase al jugador por 5,5 millones de euros. Sin embargo, unos problemas en los últimos momentos impidieron que la operación se llevara a cabo, lo que provocó el regreso de Mark al equipo italiano. Permaneció allí cuatro años hasta que en 2010 recaló en la SS Lazio de Roma.

### Últimos años de carrera
El 9 de agosto de 2011, Bresciano anunció su marcha del fútbol italiano para jugar en la Liga Árabe del Golfo, en las filas del Al-Nasr de Dubái. Su nuevo club pagó 5,4 millones de dólares por el traspaso. Un año después, se unió al Al-Gharafa de Catar con un contrato por tres temporadas.

## Vida personal
El padre de Bresciano es italiano (de Lombardía) y su madre croata (de Antonci, en Istria).  Su hermano menor Robert en la actualidad juega para el Fawkner Blues en la Victorian Premier League. 
Se casó con su novia de la infancia Renée Capitanio en mayo de 2006 en Heidelberg, Melbourne, después de proponérselo en la Casa de Julieta (Casa di Giulietta) en Verona, Italia. En febrero de 2007, la pareja dio la bienvenida a su primer hijo, una hija llamada Alessia y en mayo de 2009, la pareja tuvo a su segundo hijo, una hija llamada Montana.

## Clubes
| Club                             | País                   | Año         |
| -------------------------------- | ---------------------- | ----------- |
| Bulleen Lions                    | Australia              | 1995-1997   |
| Carlton Soccer Club              | Australia              | 1997-1999   |
| Empoli Football Club             | Italia                 | 1999-2002   |
| Parma Football Club              | Italia                 | 2002-2006   |
| Unione Sportiva Città di Palermo | Italia                 | 2006-2010   |
| Società Sportiva Lazio           | Italia                 | 2010 - 2011 |
| Al-Nasr SC                       | Emiratos Árabes Unidos | 2011 - 2012 |
| Al Gharafa                       | Catar                  | 2012 - 2015 |

## Selección nacional
Bresciano ha sido un miembro regular de los Socceroos por más de una década desde su debut en 2001. Ha acumulado más de 70 presentaciones con su selección, a la cual también representó en las Copas Mundiales de 2006 y 2010.
El 13 de mayo de 2014 Bresciano fue incluido por Ange Postecoglou, el entrenador de la selección australiana, en la lista preliminar de 30 jugadores con miras a la Copa Mundial de Fútbol de 2014. El 3 de junio fue confirmado en la lista final de 23 jugadores.
El 24 de febrero de 2015 anuncia su retiro de la selección australiana después de haber participado en los mundiales de 2006,2010 y 2014 y haber ganado la Copa Asiática 2015.

### Participaciones en Copas del Mundo
| Mundial                        | Sede      | Resultado        | Partidos | Goles |
| ------------------------------ | --------- | ---------------- | -------- | ----- |
| Copa Mundial de Fútbol de 2006 | Alemania  | Octavos de final | 4        | 0     |
| Copa Mundial de Fútbol de 2010 | Sudáfrica | Primera fase     | 2        | 0     |
| Copa Mundial de Fútbol de 2014 | Brasil    | Primera fase     | 3        | 0     |